# Žalm 110
Žalm 110 („Výrok Hospodinův mému pánu“) je biblický žalm. V překladech, které číslují podle Septuaginty, se jedná o 109. žalm. Žalm je nadepsán těmito slovy: „Davidův, žalm.“ Podle některých vykladačů toto nadepsání znamená, že žalm byl určen pro krále z Davidova rodu. Tradiční židovský výklad naproti tomu považuje žalmy, které jsou označeny Davidovým jménem, za ty, které napsal přímo král David.